# Sierzywk
Sierzywk [pronunciación en polaco: /ˈɕeʐɨfk/] es un asentamiento en el distrito administrativo de Gmina Lipnica, dentro del Condado de Bytów, Voivodato de Pomerania, en Polonia del norte. Se encuentra aproximadamente a 5 kilómetros al noreste de Lipnica, a 13 kilómetros al sur de Bytów, y a 86 kilómetros al suroeste de la capital regional Gdańsk.
Para detalles de la historia de la región, véase Historia de Pomerania.
El poblamiento tiene una población de 4 habitantes.